# 神女诗碑
神女诗碑，是清代神女庙描写神女的石碑，2003年被三峡奇石收藏家周亚武发现于巫峡。石碑全文如下：
庄严正大睿宫仙
楚客无端赋浪传
一十二峰占慧泽
朝云暮雨润桑田
葵子春郡守得克进步题
注：楚客指《神女赋》作者宋玉。